# Boris Đurđević
Boris Đurđević (Vinkovci, 15. ožujka 1973.), poznat i pod imenom Eric Destler, je hrvatski autor i producent te osnivač dance grupe Colonia. Od 2012. do 2015. godine djeluje i kao predsjednik nadzornog odbora HDS-a (Hrvatskog društva skladatelja).

## Životopis

### Rana karijera i Colonia
Boris Đurđević rođen je 15. ožujka 1973. godine u Vinkovcima. Prvi sastav MC New Beat osnovao je 1988. godine s društvom iz škole. Uz pomoć računala i klavijatura sklada svoje prve pjesme. Bila je to rap glazba angažiranih tekstova. Krajem osamdesetih i početkom devedesetih godina, sa svoja dva najbolja prijatelja osniva novi sastav CBA (Croatia Boys Attack) te snima pet demosnimki disco glazbe koje ne nalaze svjetlost dana, jer disco više nije u modi - nastupa vrijeme housea. 
Krajem 1993. godine Boris počinje raditi na VFM radiju kao DJ i producent. Zahvaljujući tom poslu upoznaje Tomislava Jelića, a ubrzo i Indiru Vladić te tako nastaje ideja o osnivanju sastava Colonia koji će se pokazati kao jedan od najuspješnijih pop sastava u Hrvatskoj, ali i u inozemstvu. 1996. godine u studiju CBS (izdavačka kuća Crno bijeli svijet) Boris, Tomislav i Indira snimaju svoj prvi single "Nek vatre gore sve" koji se počinje vrtiti po svim radio stanicama što ih dovodi do sklapanja ugovora s diskografskom kućom CBS u kojoj su izdali svoja prva tri albuma koja su postigla veliki uspjeh među domaćom publikom. Četvrti, peti i šesti album sastav Colonia izdaje pod etiketom Croatia Records, a sedmi, osmi, devet, deseti i najnoviji jedanaesti po redu album sastav je izdao pod imenom izdavačke kuće Menart.

### Suradnje
Boris Đurđević autor je mnogobrojnih hrvatskih hitova pa je tako u svojoj karijeri surađivao s hrvatskim i stranim izvođačima kao što su: Tony Cetinski, Boris Novković, Franka Batelić, Jacques Houdek, Lana Jurčević, Pamela Ramljak, Jelena Rozga, Žanamari Lalić (pobjednica prvog Hrvatskog idola za koju je napisao pjesmu "Treba mi snage za kraj"), Lana Klingor, Saša, Tin i Kedžo (pobjednici talent showa Story Super Nova kojima je producirao prvi album te napisao mnoge hitove uključujući "365", "Ništa ili sve" i "Neodoljivo"), Dino Dvornik, Hara Mata Hari, Daria Kinzer (pobjednica Dore 2011. godine s Borisovom pjesmom "Celebrate" s kojom je Hrvatska nastupila na Eurosongu), Sinovi ravnice i Slavonia Band. 
Kao plod jedne takve suradnje Boris Đurđević odgovoran je za hitove danas uspješnog slavonskog tamburaškog sastava Slavonia Band za koji je 2012. godine producirao prvi album "Zlatna polja". Boris je autor svih pjesama i glazbe Slavonia Banda uključujući hitove "Gukni golube" koji je nastao u duetu s Coloniom, te "Ej, lutkice", "Malena", "Raduje me, raduje" i "Zlatna polja".

### Međunarodna karijera
Boris Đurđević ostvario je i uspjeh u inozemstvu, prvenstveno sa sastavom Colonia koji je nizao prva mjesta na ljestvicama po slušanosti i prodaji u Češkoj, Poljskoj i Slovačkoj. Godine 2000. japanski boy sastav Kinki Kids obrađuje njegovu pjesmu "Deja Vu" koja postaje mega hit te se zadržava nekoliko tjedana na prvim mjestima japanskih glazbenih top lista. Godine 2012. za ruski sastav O.R.V.I. feat. Alla Kushnir piše pjesmu "Dr. Love" s kojom su se Ruskinje predstavile na CMC festivalu u Vodicama iste godine. 
Budući da je veliki zaljubljenik u house odnosno elektronsku glazbu, Boris Đurđević djeluje i kao DJ i producent za inozemno tržište pod umjetničkim imenom Eric Destler koje je odabrao prema svojem omiljenom liku iz poznatog mjuzikla "Fantom u operi", odlučivši samo promijeniti k u c u nazivu imena glavnog lika te tako nastaje Eric Destler. Kao Eric Destler radio je remixeve za poznate pjesme i izvođače u suradnji s prijateljem i kolegom DJ-em Damirom Gomuzakom poznatijim kao DandG. Dvojac tako producira: "The Game" remix njemačke grupe Badura, "Runaway" Stephenie Coker, "Insanity" Dana Marciana, "Would I Lie to You" grupe Votchik, "Lovers" Davida Puenteza. 
U recentnije vrijeme samostalno izdaje dva singla u suradnji s Frankom Batelić, 2011. godine u izdanju Kontor Recordsa izlazi singl "On fire" čiji spot ostvaruje preko dva milijuna pregleda na You Tube-u u kratkom roku te 2012. godine izdaje singl "Run" za koji također snima spot koji pronalazi put to publike. 

### Glazbene špice i reklame
Boris Đurđević je isto tako poznat kao autor mnogih televizijskih glazbenih špica za razne emisije i serije za hrvatske RTL Televiziju (Ne daj se Nina, Big Brother sezone 1. – 5. i Celebrity Big Brother, Fear Factor, Exploziv, Bibin svijet itd.) i Novu TV (Farma, Showtime itd.) te slovenski Kanal A (Big Brother sezone 1. – 2.).
Boris Đurđević je također autor glazbe za razne reklame poznatih brandova kao što su Cedevita, DM, Mercator, Baumax, Volkswagen, Vindija, Anamarija kava, Hyundai i HIT fm jinglovi.
2016./2017. godine sklada naslovnu špicu i original score za seriju "Zlatni dvori" NOVE TV.

## Vanjske poveznice
- Službena stranica glazbenika  Arhivirana inačica izvorne stranice od 25. travnja 2012. (Wayback Machine)